# AXN
AXN (được viết tắt là Action Extreme Network) là kênh truyền hình trả tiền thuộc sở hữu của Sony Pictures Television, được ra mắt lần đầu tiên vào ngày 22 tháng 6 năm 1997. Mạng ngày hiện đang lan rộng trên một số nơi trên thế giới, bao gồm châu Âu, Nhật Bản, các khu vực khác ở Châu Á và Mỹ La-tin. Tài trợ thông qua phí quảng cáo và thuê bao, AXN cung cấp 24h một ngày phim truyền hình hành động và tội phạm, phim, hình ảnh động và phiêu lưu thực tế và chương trình thể thao lối sống. Ở Mỹ, AXN đã được sử dụng làm thương hiệu cho việc phát trực tuyến thư viện truyền hình Sony trên dịch vụ phát trực tuyến Joost trước khi nó ngừng hoạt động vào năm 2012.

## Kênh truyền hình
Có nhiều phiên bản địa phương khác nhau của kênh, như được liệt kê dưới đây:
Kênh điều hành
- AXN Adria - Có sẵn ở Bosnia và Herzegovina, Croatia, Macedonia, Montenegro, Serbia, Bulgaria và Slovenia.
- AXN (Châu Á) - Có sẵn tại Brunei, Hồng Công, Trung Quốc, Campuchia, Indonesia, Lào, Maldives, Myanmar, Ma Cao, Malaysia, Palau, Papua New Guinea, Philippines, Singapore, Sri Lanka, Thái Lan, Đài Loan và Việt Nam.
- AXN Black - Có sẵn ở Bồ Đào Nha, Romania, Bulgaria, Ba Lan, Hungary, Cộng hòa Séc và Slovakia.
- AXN Brazil - Có sẵn ở Brazil.
- AXN White - Có sẵn ở Tây Ban Nha, Andorra, Guinea Xích đạo, Bulgaria, Cộng hòa Séc, Hungary, Ba Lan, Bồ Đào Nha, Romania và Slovakia. Trước đây là AXN Crime.
- AXN Châu Âu - Có sẵn ở Bulgaria, Cộng hòa Séc, Hungary, Luxembourg, Moldova, Ba Lan, Bồ Đào Nha, Romania, Slovakia và Tây Ban Nha.
- AXN Đức - có sẵn ở Áo, Đức và Thụy Sĩ.